# Ammoperdix
Ammoperdix is een geslacht van vogels uit de familie fazantachtigen (Phasianidae).

## Soorten
Het geslacht bestaat uit de volgende twee soorten:
- Ammoperdix griseogularis – Perzische woestijnpatrijs
- Ammoperdix heyi – Arabische woestijnpatrijs